# Dia Mundial de la Tuberculosi
El Dia de mundial de la Tuberculosi es commemora el 24 de març de cada any. És pensat per sensibilitzar l'opinió pública sobre l'epidèmia global de tuberculosi (TB) i els esforços per eliminar la malaltia. Al 2018, 10 milions de persones van patir TB i 1.5 milions van morir d'aquesta malaltia, majoritàriament en països en vies de desenvolupament. Això també el converteix en la primera causa de mort per malaltia infecciosa.
El Dia Mundial de la Tuberculosi és una de les onze campanyes mundials oficials de salut pública establertes per l’ Organització Mundial de la Salut (OMS), juntament amb el Dia Mundial de la Salut, Dia Mundial de la Malaltia de Chagas, Dia Mundial del Donant de Sang, Setmana Mundial de la Sensibilització Antimicrobiana, Setmana Mundial de la Immunització, Dia Mundial de la Malària, Dia Mundial sense Tabac, Dia Mundial contra l’Hepatitis, Dia Mundial de la Seguretat del Pacient i el Dia Mundial de la Sida.

## Antecedents
El 24 de març es commemora el dia de 1882 en què el metge Robert Koch va sorprendre la comunitat científica anunciant a un petit grup de científics de l'Institut d'Higiene de la Universitat de Berlín, que havia descobert la causa de la tuberculosi, el bacil de la tuberculosi la TB. Segons el company de Koch, Paul Ehrlich, «En aquesta memorable sessió, Koch va comparèixer davant del públic amb un anunci que va marcar un punt d'inflexió en la història d'una malaltia infecciosa humana virulenta. En paraules simples i clares, Koch va explicar l'etiologia de la tuberculosi amb una força convincent, presentant molts dels seus portaobjectes i altres proves.» En el moment de l'anunci de Koch a Berlín, la tuberculosi travessava Europa i Amèrica i hi provocava la mort d'una de cada set persones. El descobriment de Koch va obrir el camí cap al diagnòstic i la cura de la tuberculosi. 

## Història
El 1982, al centenari de l'aniversari de la presentació de Robert Koch, la Unió Internacional contra la Tuberculosi i Malalties Respiratòries (UICTER) va proposar que el 24 de març es proclamés dia oficial Mundial de la Tuberculosi. Això va formar part de la commemoració del centenari per part de la IUATLD i l'Organització Mundial de la Salut, sota el lema "Derrota la Tuberculosi: Ara i Per Sempre". El Dia Mundial de la TB no va ser reconegut oficialment com una commemoració anual per l' Organització Mundial de la Salut (OMS) i les Nacions Unides fins més d'una dècada després.
A la tardor del 1995, l'OMS i la Royal Netherlands Tuberculosis Foundation (KNCV) van acollir la primera reunió per establir el Dia Mundial de la Tuberculosi a Den Haag, Països Baixos; un esdeveniment que continuarien organitzant durant els següents anys. El 1996, l'OMS, KNCV, la IUATLD i altres organitzacions interessades es van unir per dur a terme un ampli ventall d'activitats el Dia Mundial contra la Tuberculosi.
El Dia Mundial de la Tuberculosi de 1997, l'OMS va celebrar una conferència de premsa a Berlín on el director general de l'OMS, Hiroshi Nakajima, va declarar que "el DOTS (Directly observed treatment, short-course) (Teràpia directament observada, de curta durada) és el major avenç sanitari d'aquesta dècada, per les vides que podrem salvar". El director del Programa Mundial de la tuberculosi, Arata Kochi, va prometre que "Avui la situació de l'epidèmia mundial de la tuberculosi és a punt de canviar, perquè hem fet un gran salt. L’avenç dels sistemes de gestió sanitària permetrà controlar la tuberculosi no només als països rics, sinó a totes les parts del món en desenvolupament, on hi ha el 95% dels casos de tuberculosi actuals ".
Fins al 1998, prop de 200 organitzacions havien dut a terme activitats de divulgació pública del Dia Mundial de la Tuberculosi. Durant la conferència de premsa de la commemoració del 1998, celebrada a Londres, l'OMS va identificar per primera vegada els vint-i-dos països més afectats per la tuberculosi. L'any següent, el 1999, més de 60 experts de 18 països van assistir a la reunió de tres dies de planificació de l'OMS / KNCV per al Dia Mundial de la tuberculosi.

El president dels EUA, Bill Clinton, va commemorar el Dia Mundial de la Tuberculosi del 2000 administrant la Teràpia directament observada, de curta durada (DOTS) recomanat per l’OMS a pacients de l’hospital Mahavir d’ Hyderabad, Índia. Segons les declaracions de Clinton,
"Això són tragèdies humanes, calamitats econòmiques i no només crisis per a vosaltres, sinó crisis per al món. L'expansió de les malalties és l’únic problema global al qual. . . cap nació no és immune ".
Al Canadà, el Centre Col·laborador Nacional per a Determinants de la Salut, el Dia Mundial de la Tuberculosi del 2014 va informar que el 64% dels casos de tuberculosi detectats a nivell nacional eren persones nascudes a l'estranger i el 23% aborígens, destacant la tuberculosi com una àrea clau de preocupació per l'equitat en la salut.
Actualment el Stop TB Partnership, una xarxa d’organitzacions i països que lluiten contra la tuberculosi (l’IUATLD n'és membre i l’OMS n´allotja la secretaria a Ginebra), organitza la Jornada per subratllar l’abast de la malaltia i com prevenir-la i curar-la.

## Temes per any
Cada Dia Mundial de la Tuberculosi tracta un tema diferent. El següent és una llista de temes anuals:
| * 1997: Utilitzeu DOTS més àmpliament - 1998: DOTS casos d’èxit - 1999: Aturem la tuberculosi, utilitzeu DOTS - 2000: Creant noves associacions per aturar la tuberculosi - 2001: DOTS: la cura de la Tubesculosi per a tothom - 2002: Atura la tuberculosi, lluita contra la pobresa - 2003: DOTS em va curar, també et curarà! - 2004: Cada alè compta: aturem la tuberculosi ara! - 2005: Proveïdors d’atenció a la Tuberculosi a la primera línia: herois en la lluita contra la tuberculosi - 2006: Accions per a la vida - Cap a un món lliure de Tuberculosi - 2007: Tuberculosi a qualsevol lloc és Tuberculosi a tot arreu | * 2008-2009: Estic aturant la TB - 2010: innovar per accelerar l'acció - 2011: Transformant la lluita cap a l'erradicació - 2012: Crida a un món lliure de Tuberculosi - 2013: Acabem amb la tuberculosi a la meva generació - 2014: Atendre als tres milions - 2015: Canviem de marxa per acabar amb la Tuberculosi - 2016: Units per acabar amb la Tuberculosi - 2017: Units per acabar amb la Tuberculosi: No deixem ningú enrere - 2018: Es busquen líders per a un món lliure de Tuberculosi - 2019: És hora d'actuar - 2020: És hora d’acabar amb la Tuberculosi! - 2021: El temps corre |

### 2008–2009: estic aturant la Tuberculosi
La campanya de dos anys del Dia Mundial contra la TB "Estic aturant la Tuberculosi", llançada el 2008, va destacar el missatge que la campanya pertanyia a les persones de tot arreu que col·laboraven per aturar la Tuberculosi. 

### 2010: Innovar per accelerar l'acció
El Dia Mundial de la Tuberculosi del 2010 va ser un reconeixement a les persones i socis que havien introduït diverses innovacions en diferents entorns per aturar la tuberculosi.
En motiu del Dia Mundial de la Tuberculosi de 2010, el Comitè Internacional de la Creu Roja (CICR) va declarar que és probable que els intents de frenar la propagació de la tuberculosi a tot el món, no siguin suficients, tret que les autoritats dels països afectats augmentin significativament els seus esforços per evitar que aquesta malaltia mortal es reprodueixi a les presons. Com a conseqüència de la massificació i la mala alimentació, les taxes de tuberculosi en moltes presons són de 10 a 40 vegades més altes que en la població en general. El CICR havia estat lluitant contra la tuberculosi a les presons de la regió del Caucas, l'Àsia central, Amèrica Llatina, Àsia Pacífic i Àfrica durant més d'una dècada, ja sigui directament o donant suport a programes locals.

### 2011: Transformant la lluita
A la campanya del Dia Mundial contra la Tuberculosi del 2011, l’objectiu era encoratjar la innovació en la investigació i la cura de la tuberculosi. 

### 2012: Crida a un mon lliure de Tuberculosi
El Dia Mundial de la Tuberculosi del 2012, es va fer una crida a les persones a afegir-se a la lluita mundial per aturar la tuberculos.

### 2013: Acabem amb la Tuberculosi a la meva generació
La campanya del Dia Mundial de la Tuberculosi de 2013 va proporcionar una oportunitat per marcar progressos cap als objectius mundials de reducció de casos i morts de tuberculosi: la mortalitat per tuberculosi va disminuir més del 40% a tot el món des del 1990 i la incidència va disminuint. [20] El progrés addicional dependrà de solucionar les mancances de finançament crítiques: es calculen que es necessiten 1.600 milions de dòlars americans per dur a terme les intervencions existents contra la tuberculosi.

### 2014: Atendre als tres milions
Dels 9 milions de persones a l'any que es posen malalts de tuberculosi, 3 milions d'ells es "perden" pels sistemes de salut. El Dia Mundial de la TB 2014 es va centrar en què els països i els socis avancessin enfocaments innovadors per arribar a aquests 3 milions, i garantir que totes les persones que pateixen TB tinguin accés al diagnòstic, tractament i cura de la TB.

### 2015: Canviem de marxa per acabar amb la Tuberculosi
El Dia Mundial del 2015 es va veure com una oportunitat per conscienciar sobre la càrrega que representa la tuberculosi arreu del món i l'estat dels esforços de prevenció i control, destacant la visió de l’OMS d’un món lliure de tuberculosi amb zero morts i sofriment.

### 2017: Units per acabar amb la Tuberculosi
La commemoració del 2017 es va centrar a sumar esforços per conscienciar sobre la tuberculosi i eliminar-la.

### 2018: Es busquen líders per a un món lliure de Tuberculosi
El 2018 es va centrar a construir el compromís per acabar amb la Tuberculosi, no només en l'àmbit polític amb Caps d’estat i Ministres de salut, sinó a tots els nivells, amb alcaldes, governadors, parlamentaris i líders comunitaris, fins a persones afectades de Tuberculosis, defensors de la societat civil, treballadors sanitaris, metges o infermeres, ONGs i altres socis. ara

### 2019: És hora d'actuar
El tema del Dia Mundial del 2019 és "És hora d'actuar". L'èmfasi d'aquest any és pressionar els líders mundials perquè "compleixin [els seus] compromisos".

### 2020: És hora d’acabar amb la TB
El tema del Dia Mundial contra la TB 2020 és "És hora d'acabar amb la Tuberculosi!"

### 2021: El temps corre
El lema del 2021 transmet la idea que s'està acabant el temps per actuar per tal ce cumplir amb els compromisos adquirits pels dirigents mundials per acabar amb la tuberculosi.